# Division 1 i ishockey för damer 2009/2010
Division 1 i ishockey för damer 2009/2010 bestod av fyra serier med totalt 23 lag (olika antal lag i varje serie) som spelades mellan den 1 oktober 2009 och 18 mars 2010. Lagen från samma serie möttes tre eller fyra gånger, vilket gjorde att lagen spelade mellan 8 och 24 matcher där en seger gav två poäng, oavgjort en poäng och förlust noll poäng.
Seriesegrarna från den Norra serien (Munksund-Skuthamns SK) från den Västra (Sandvikens IK) samt från den Östra (Ormsta HC) spelade kval till Riksserien 2010/2011 i två grupper tillsammans med det näst sista laget från Riksserien 2009/2010, Hanhals IF om två platser i nästkommande års Riksseriesäsong. De två gruppsegrarna, Ormsta HC och Hanhals IF kvalificerade sig för Riksserien. Men i juni beslöt sig Hanhals att lägga ner sitt damlag, vilket gjorde att det uppstod en vakant plats i Riksserien och en förfrågan gick till det bäst placerade laget i Division 1, Munksund-Skuthamns SK, om den platsen som de tackade ja till.

## Div 1 Norra
| Nr | Lag                   | S  | V  | O | F  | GM  | IM  | MS   | P  |
| -- | --------------------- | -- | -- | - | -- | --- | --- | ---- | -- |
| 1  | Munksund-Skuthamns SK | 20 | 16 | 3 | 1  | 135 | 20  | +115 | 35 |
| 2  | Modo Hockey Junior    | 20 | 16 | 2 | 2  | 110 | 28  | +82  | 34 |
| 3  | Sundsvall Wildcats    | 20 | 13 | 1 | 6  | 101 | 43  | +58  | 27 |
| 4  | IF Björklöven         | 20 | 4  | 2 | 14 | 35  | 108 | −73  | 10 |
| 5  | Luleå HF              | 20 | 2  | 4 | 14 | 39  | 108 | −69  | 8  |
| 6  | Clemensnäs HC         | 20 | 2  | 2 | 16 | 16  | 129 | −113 | 6  |

Tabellens data är hämtad från everysport.com och Årets ishockey

## Div 1 Västra
| Nr | Lag                 | S  | V  | O | F  | GM  | IM  | MS   | P  |
| -- | ------------------- | -- | -- | - | -- | --- | --- | ---- | -- |
| 1  | Sandvikens IK       | 18 | 15 | 1 | 2  | 123 | 32  | +91  | 31 |
| 2  | Hällefors IK        | 18 | 12 | 2 | 4  | 106 | 44  | +62  | 26 |
| 3  | Kristinehamn HT     | 18 | 11 | 0 | 7  | 80  | 63  | +17  | 22 |
| 4  | Skogsbo SK          | 18 | 8  | 2 | 8  | 53  | 57  | −4   | 18 |
| 5  | Leksands IF (B)     | 18 | 7  | 2 | 9  | 71  | 73  | −2   | 16 |
| 6  | Malungs IF          | 18 | 3  | 1 | 14 | 52  | 108 | −56  | 7  |
| 7  | VIK Västerås HK (B) | 18 | 2  | 2 | 14 | 36  | 144 | −108 | 6  |

Tabellens data är hämtad från everysport.com och Årets ishockey

## Div 1 Östra
| Nr | Lag               | S  | V  | O | F  | GM  | IM  | MS   | P  |
| -- | ----------------- | -- | -- | - | -- | --- | --- | ---- | -- |
| 1  | Ormsta HC         | 24 | 22 | 0 | 2  | 168 | 25  | +143 | 44 |
| 2  | AIK (B)           | 24 | 13 | 5 | 6  | 75  | 58  | +17  | 31 |
| 3  | Almtuna IS        | 24 | 12 | 2 | 10 | 82  | 70  | +12  | 26 |
| 4  | Segeltorps IF (B) | 24 | 11 | 3 | 10 | 84  | 75  | +9   | 25 |
| 5  | Västerhaninge IF  | 24 | 12 | 0 | 12 | 83  | 91  | −8   | 24 |
| 6  | Järfälla HC       | 24 | 7  | 2 | 15 | 53  | 109 | −56  | 16 |
| 7  | Tullinge TP       | 24 | 1  | 0 | 23 | 23  | 140 | −117 | 2  |

Tabellens data är hämtad från everysport.com och Årets ishockey

## Div 1 Södra
| Nr | Lag                    | S | V | O | F | GM | IM | MS  | P  |
| -- | ---------------------- | - | - | - | - | -- | -- | --- | -- |
| 1  | Växjö Lakers Ladies HC | 8 | 8 | 0 | 0 | 47 | 11 | +36 | 16 |
| 2  | IF Malmö Redhawks      | 8 | 3 | 0 | 5 | 28 | 32 | −4  | 6  |
| 3  | HV71 Queens            | 8 | 1 | 0 | 7 | 16 | 48 | −32 | 2  |

Tabellens data är hämtad från everysport.com och Årets ishockey